# Szojuz T–7
Szojuz T–7 háromszemélyes szovjet szállító űrhajó (T = oroszul: transzportnij [szállító]), COSPAR-azonosítója 1982-080A. Az űrhajót háromfőnyi személyzettel 1982. augusztus 19-én 17:11:52 UTC-kor indították Bajkonurból a Szaljut–7 űrállomásra és kétfőnyi személyzettel ért földet Zsezkazgantól 190 km-re keletre 1982. augusztus 27-én 15:04 UTC-kor. Az űrállomáshoz 1982. augusztus 20-án 18:32 UTC-kor dokkolt .

## Küldetés
1982. augusztus 19-én a Jurij Gagarin űrbázisról háromfős legénységgel indították a Szaljut–7 űrállomásra. A személyzet kutatóűrhajós tagja, Szvetlana Jevgenyjevna Szavickaja,  közel 20 év után Valentyina Vlagyimirovna Tyereskovát követve lett a második nő a világűrben.
A fenti személyzet 1982. december 10-én a Szojuz T–5 fedélzetén érkezett vissza a Földre. 7 napot, 21 órát és 52 percet töltöttek a világűrben.
Az űrhajó Földre visszatérő személyzete az addig az űrállomáson tartózkodó Anatolij Berezovoj és Valentyin Lebegyev űrhajósokból állt, akik hosszútávú (211 napos) űrrepülésükből tértek vissza a Szojuz T–7-tel.

## Az űrhajó személyzete

### Személyzet az űrhajó indításakor
- Leonyid Ivanovics Popov parancsnok
- Alekszandr Szerebrov fedélzeti mérnök
- Szvetlana Szavickaja kutatóűrhajós

#### Tartalékszemélyzet
- Vlagyimir Vlagyimirovics Vaszjutyin (parancsnok)
- Viktor Szavinih (fedélzeti mérnök)
- Irina Rudolfovna Pronyina (kutatóűrhajós) képezte

### Visszatérő személyzet
- Anatolij Nyikolajevics Berezovoj parancsnok
- Valentyin Vitaljevics Lebegyev fedélzeti mérnök